# Barbus quadripunctatus
The Four-spotted Barb (Barbus quadripunctatus) là một loài cá vây tia trong họ Cyprinidae.
Nó được tìm thấy ở Kenya và Tanzania.
Môi trường sống tự nhiên của nó là các con sông. Tình trạng bảo tồn của nó hiện chưa đủ thông tin.